# Hans-Günter Gießmann
Hans-Günter Gießmann (* 17. April 1922 in Berlin; † 11. März 2014 in Magdeburg) war ein deutscher Augenarzt, Professor und Lehrstuhlinhaber für Augenheilkunde. Er war Rektor der Medizinischen Akademie Magdeburg.

## Leben und Wirken
Hans-Günter Gießmann studierte Medizin und wurde 1951 an der Humboldt-Universität zu Berlin mit der Dissertation „Über die Beeinflussung des Blutbildes durch Bestrahlung mit ultraviolettem Licht in Narkose“ promoviert. Er absolvierte bis 1958 eine Facharztausbildung für Physiologie am Physiologischen Institut der Humboldt-Universität. Unmittelbar danach wechselte er an die Augenklinik der Medizinischen Akademie Magdeburg, wo er unter Andreas Heydenreich eine augenärztliche Ausbildung begann und 1963 mit der Schrift „Untersuchungen über die Pathophysiologie der Amblyopie“ habilitiert wurde. Nachdem Heydenreich 1966 Magdeburg verlassen hatte, wurde Hans-Günter Gießmann zum Professor berufen und ihm der Lehrstuhl für Augenheilkunde sowie die Leitung der Klinik übertragen. 
1967 begann Hans-Günter Gießmann mit der Einführung der Mikrochirurgie in der Magdeburger Klinik. 1974 implantierte er hier erstmals Intraokularlinsen. Gießmann sorgte für eine Modernisierung des historischen Gebäudes mit Anbau eines Operationstraktes, der Einrichtung einer Bibliothek, zweier Forschungslabore für physiologische Optik und eines Labors für die Züchtung von Gewebe. Zudem schuf er eine Abteilung für Elektroretinographie. Er leitete die Klinik bis zu seiner Emeritierung 1987. Von 1970 bis 1973 war er Rektor der Medizinischen Akademie Magdeburg.
Ab 1939 war Hans-Günter Gießmann Mitglied des Deutschen Roten Kreuzes, ab 1978 Präsident des DRK-Bezirkskomitees Magdeburg und nach der Wende maßgeblich an der Gründung des Landesverbandes Sachsen-Anhalt 1990 beteiligt, dessen Ehrenpräsident er war.
In der DDR wurde Hans-Günter Gießmann mit dem Ehrentitel Verdienter Arzt des Volkes, mit dem Vaterländischen Verdienstorden in Silber, mit der Hufeland-Medaille in Gold, der Fritz-Heckert-Medaille und dem Preis für Medizin des Rates des Bezirkes Magdeburg geehrt.
Hans-Günter Gießmann verstarb nach kurzer, schwerer Krankheit am 11. März 2014 im Alter von 91 Jahren.

## Schriften (Auswahl)
- Über die Beeinflussung des Blutbildes durch Bestrahlung mit ultraviolettem Licht in Narkose. Dissertation, Medizinische Fakultät der Humboldt-Universität zu Berlin, 12. Februar 1951.
- Bedingte Reflexe (Pawlow). HF 36. Beiheft zum Hochschulfilm, Deutsches Zentralinstitut für Lehrmittel, Volk und Wissen, Berlin 1955.
- Hemmung und Schlaf (Pawlow). HF 37. Beiheft zum Hochschulfilm, Deutsches Zentralinstitut für Lehrmittel, Volk und Wissen, Berlin 1955.
- Untersuchungen über die Pathophysiologie der Amblyopie. Habilitationsschrift, Medizinische Akademie Magdeburg, 25. März 1963.